# Трактат о левой эманации
«Трактат о левой эманации» — каббалистический трактат XIII века, написанный Исааком Коэном в Кастилии. В этом трактате есть важные параллели с суфийским исмаилизмом.
Трактат повествует о том, как был сотворён мир и поднимает вопрос о происхождении зла в мире. Сокрытый Бог эманировал десять миров, соответствующих десяти сефирот. Однако, уже во втором мире начали появляться «странные и чуждые формы», которые содержали в себе зло.
Под «левой эманацией» понимается представление о том, что каждому святому миру противостоит нечестивая, демоническая фигура. Демоны являются такими же порождениями Бога, как и все в нашем мире. Трактат акцентирует внимание на такой демонической паре, как Самаэль и Лилит, которые позиционируются как тёмная сторона Адама и Евы. От союза Самаэля и Лилит рождается змей Алефпенеаш — главный обвинитель евреев на Страшном Суде.